# Usurbil
Usurbil község Spanyolországban, Gipuzkoa tartományban. Usurbil Orio, Donostia-San Sebastián, Aia és Lasarte-Oria községekkel határos. Lakosainak száma 6438 fő (2024).

## Népesség
A település népessége az utóbbi években az alábbiak szerint változott:
| Lakosok száma | 5295 | 5512 | 5723 | 5919 | 6062 | 6168 | 6197 | 6174 | 6132 | 6438 |
|               | 2001 | 2004 | 2006 | 2009 | 2011 | 2014 | 2016 | 2019 | 2021 | 2024 |